# Blanca Navidad (tiempo)

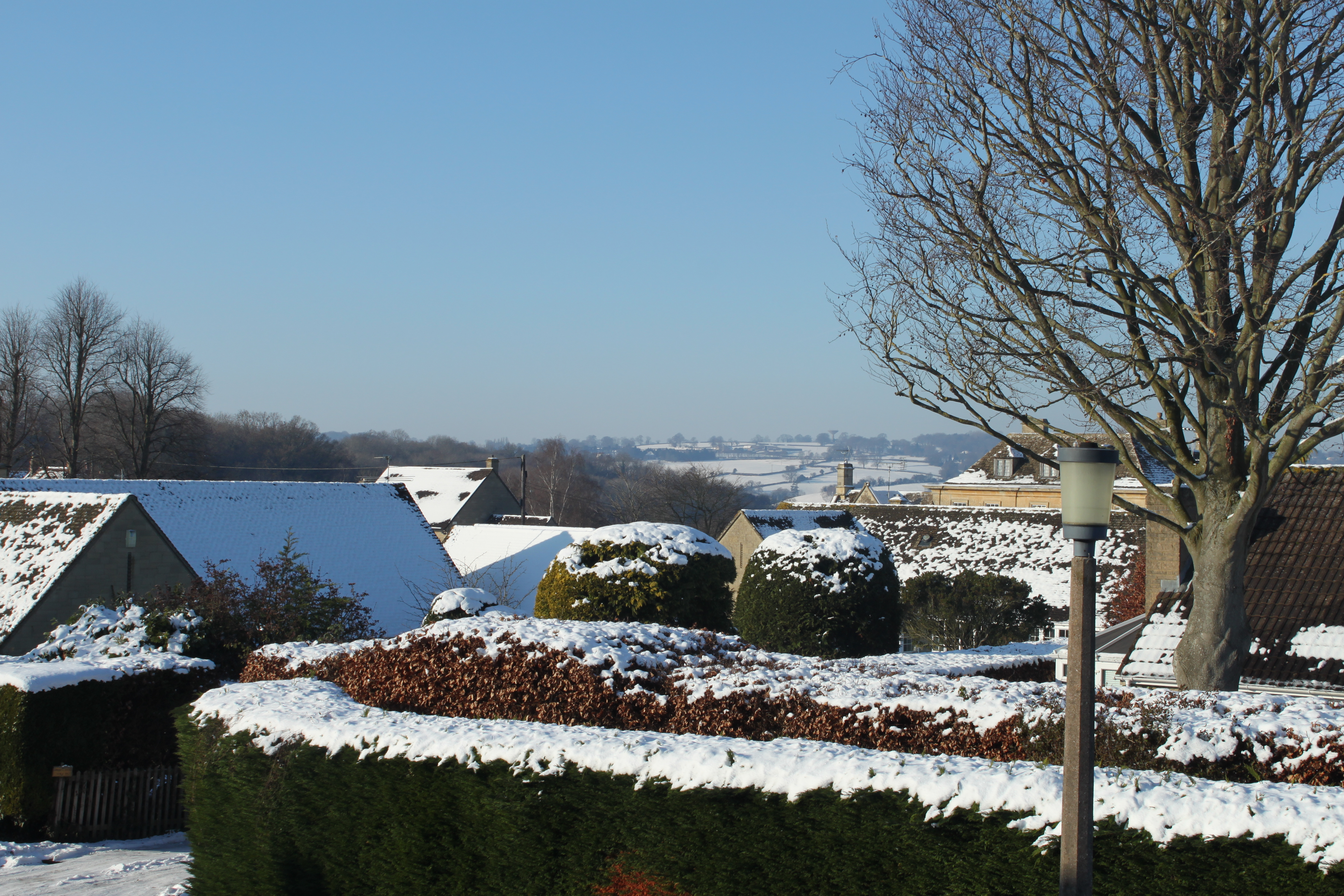
Una blanca Navidad en Westwood, Inglaterra.

Una blanca Navidad es una Navidad con presencia de nieve: ya sea en Nochebuena o en Navidad, según la tradición local. Este fenómeno es más común en los países del norte del hemisferio norte. Debido a que diciembre es el comienzo del verano del hemisferio sur, las Navidades blancas allí son extremadamente raras, excepto en la Antártida (deshabitada), en los Alpes del Sur de la isla Sur de Nueva Zelanda, y en partes de los Andes en Sudamérica así como el extremo sur del continente, en lugares como Ushuaia, Argentina. Lo opuesto a una Navidad blanca, cuando no hay nieve y, por lo tanto, el suelo está desnudo, se conoce tradicionalmente como una «Navidad verde», por el color de la hierba desnuda.
La noción de «Navidad blanca» fue popularizada por los escritos de Charles Dickens. La representación de la temporada navideña cubierta de nieve que se encuentra en Los papeles póstumos del Club Pickwick (1836), A Christmas Carol (1843), y sus cuentos aparentemente estuvo influenciada por los recuerdos de su infancia, que coincidió con la década más fría en Inglaterra en más de un siglo.
La canción «White Christmas», escrita por Irving Berlin y cantada por Bing Crosby (con los cantantes Ken Darby y John Scott Trotter y su orquesta) y que aparece en la película Holiday Inn de Paramount Pictures de 1942, es el sencillo más vendido de todos los tiempos y habla con nostalgia de una Navidad blanca tradicional y desde entonces se ha convertido en un estándar estacional.